# Diszmok
Diszmok (perski: ديشموك) – miasto w Iranie, w ostanie Kohgiluje wa Bujerahmad. W 2006 roku miasto liczyło 4053 mieszkańców w 710 rodzinach.